# Ботанический сад (Цюрих)

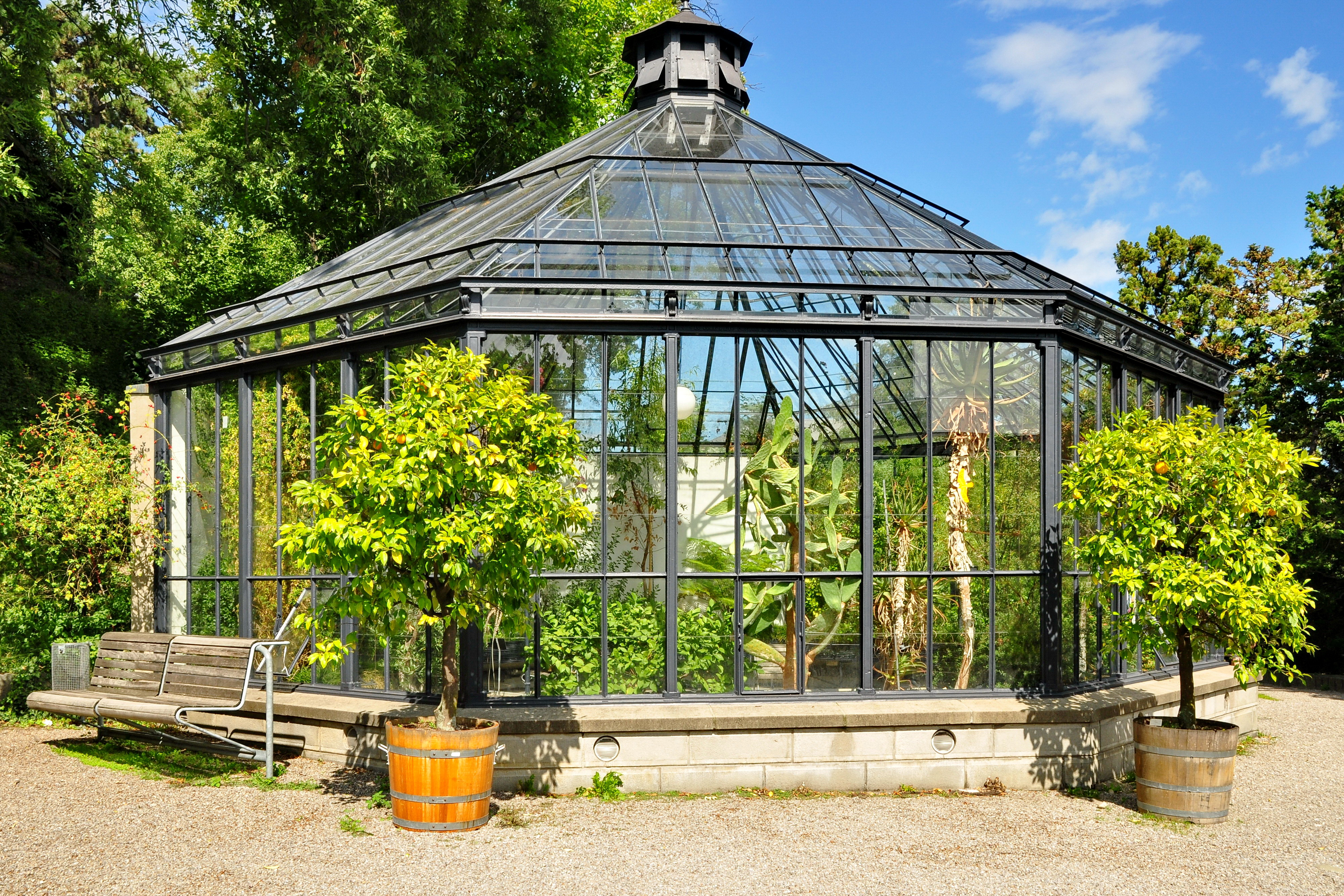
Пальмовая оранжерея (1851/1877)

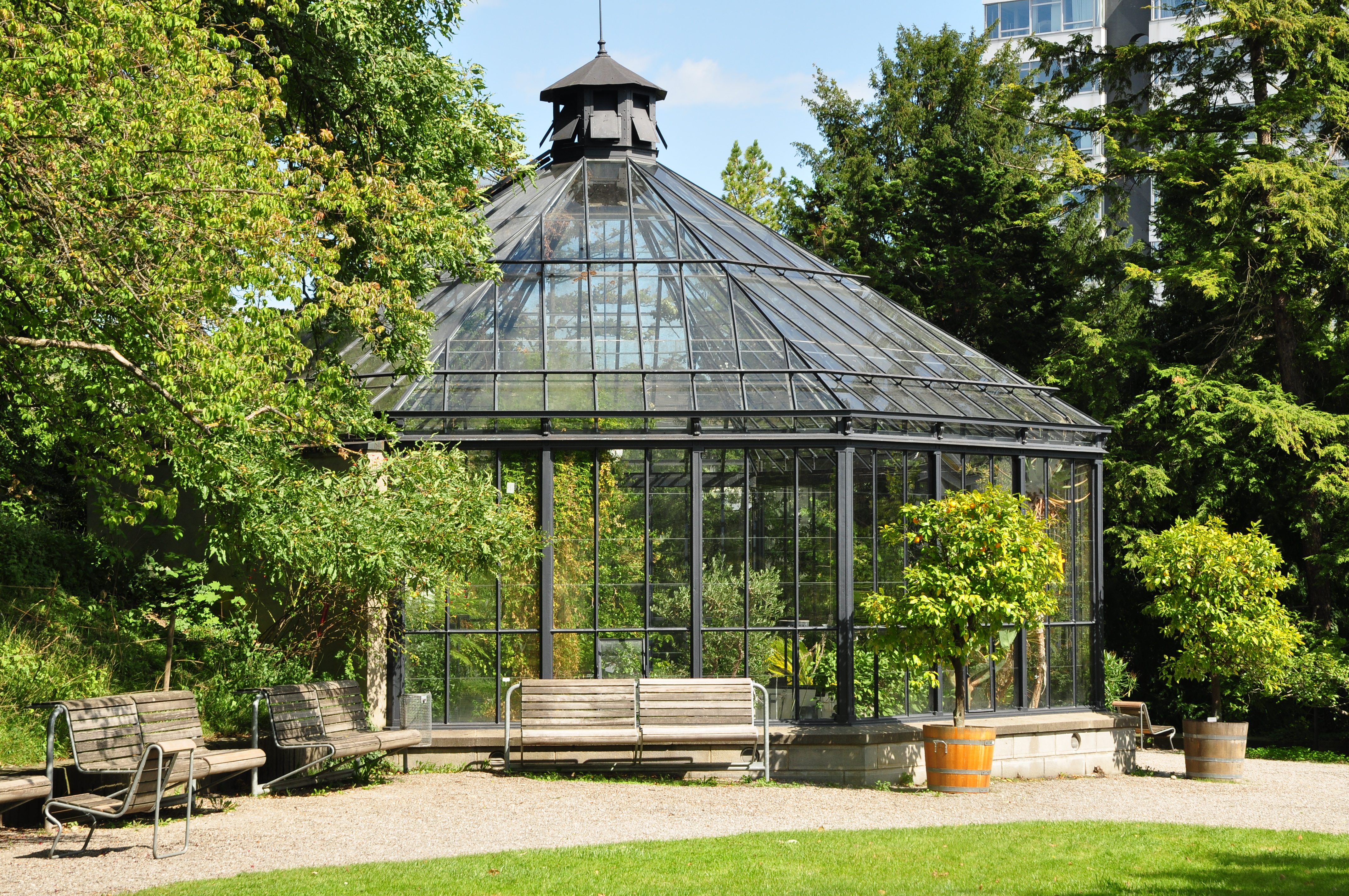
Западная часть сада

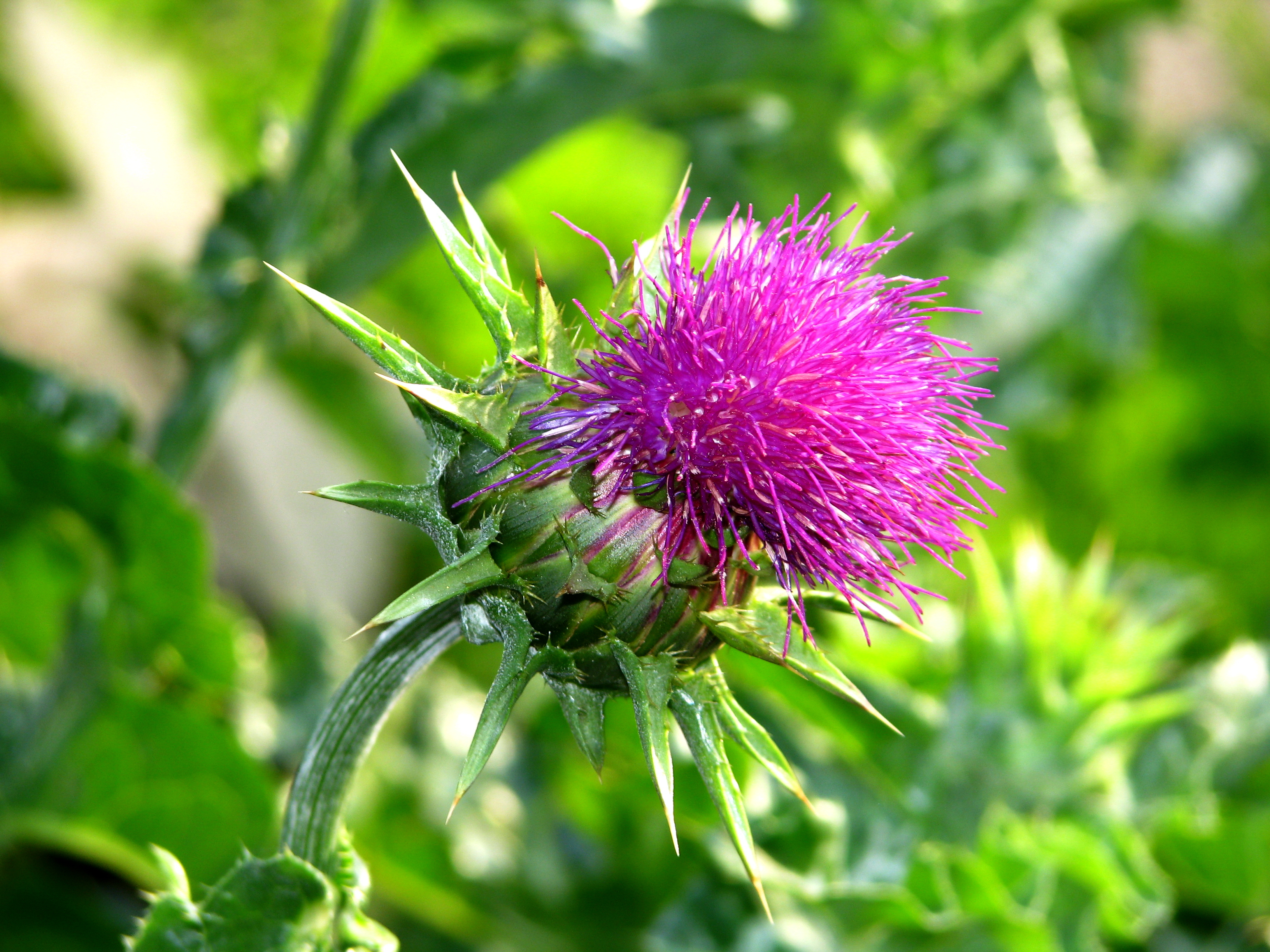
Сад Геснера: Расторопша пятнистая

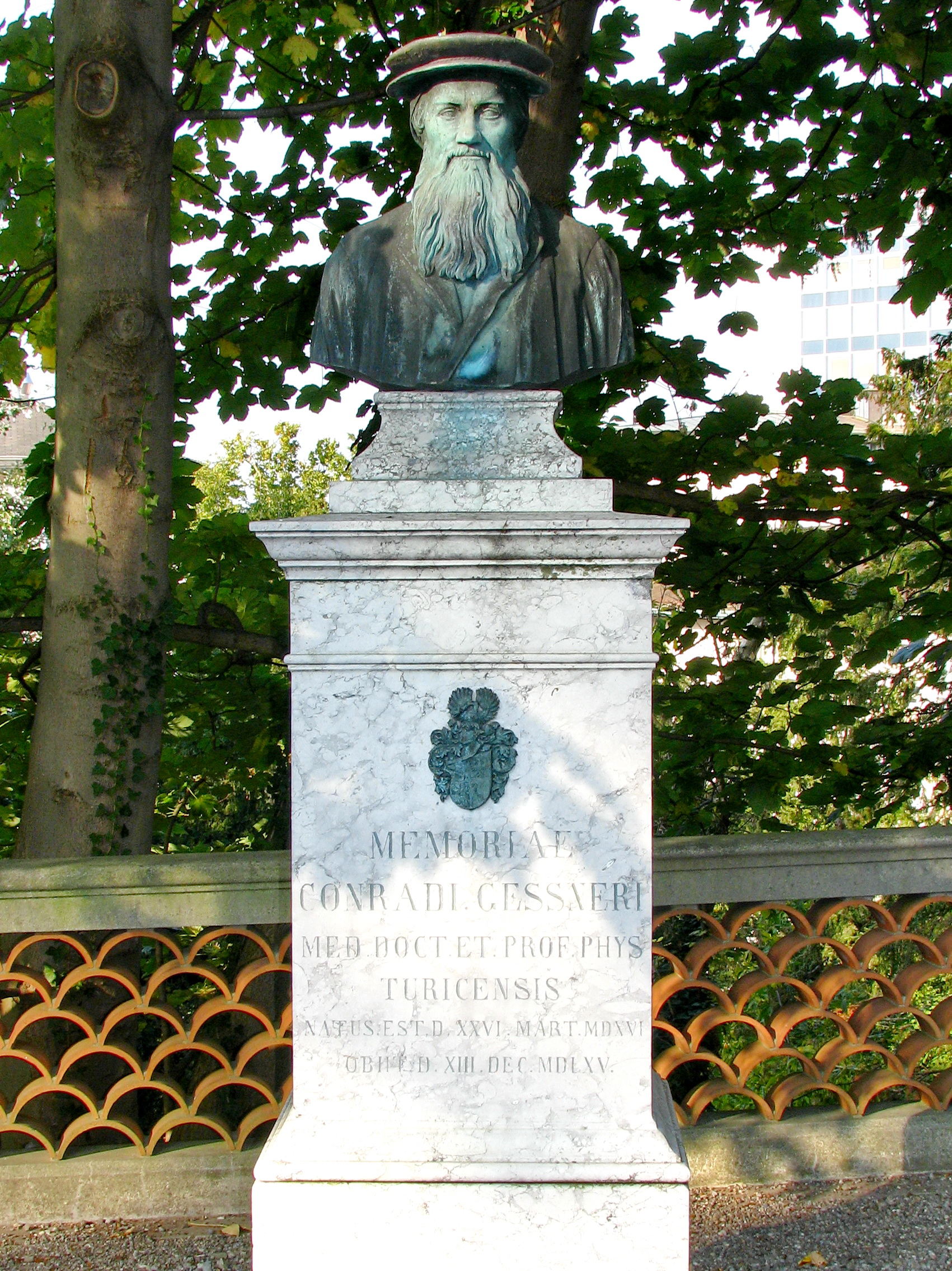
Конрад Геснер. Памятник

Старый Ботанический сад в Цюрихе (нем. Alter Botanischer Garten, англ. Botanical Garden Zürich) — это ботанический сад и дендрарий в Цюрихе, Швейцария.

## Месторасположение и история
Цюрихский университет имеет два официальных ботанических сада: старый ботанический сад, расположенный возле бывшего бастиона «цур Кац», существует с 1833 года (Квартал Сити, Район 1), а в 1977 году был открыт новый сад по Цолликерштрассе (Zollikerstrasse) в квартале Вайнег (район 8) с Институтом систематической ботаники Цюрихского университета. Часы работы сада: ежедневно в 07:00-19.00 с апреля по сентябрь, в 08:00-18:00 с октября по март. Добрать можно на трамваях № 2 и 9 до остановки Сильштрассе (Sihlstrasse).
История первого ботанического сада начинается с частной коллекции засушенных растений Конрада Геснера. Потомок Геснера, врач и натуралист Иоганн Геснер (* 1709, † 1790), основал в 1746 году первый ботанический сад в Цюрихе в сотрудничестве с ботаническим исследовательским обществом «Naturforschende Gesellschaft Zürich». Сад был спроектирован университетским садовником Леопольдом Карлом Фробелем (* 1810, † 1907). В 1851 году открылась «Пальмовая оранжерея» (теплица). Первоначально теплица была сделана из стекла и дерева, но в 1877 году деревянный каркас восьмиугольного застекленного павильона был заменен на железный. Сегодня этот павильон используется для организации концертов, театральный представлений и выставок.[1]
Территория сада была ограничена прилегающими зданиями, поэтому во 2-й половине XX века крайне необходимое расширение сада было невозможным. Более того, небоскребы середины 1960-х годов затеняли территорию парка и создавали неблагоприятные условия для роста растений. Постройки ботанического назначения были с плохом состоянии, и поэтому руководство сада решило перебраться из центра города на периферию, где было достаточно места для расширения. В 1971 году был основан «старый парк» семьи Бодмер-Абег, а в 1976 году в квартале Вайнег открылся новый ботанический сад. Таким образом, с 1851 по 1976 год Ботанический сад Цюрихского университета размещался на территории укрепления «Кац», которая с 1976 года стала зоной отдыха и домом для этнологического музея Völkerkundemuseum Цюрихского университета, дендрария и так называемого сада Геснера («Gessner-Garten»).

## Дендрарий и сад Геснера
Сад является популярной зоной отдыха благодаря удивительному дендрарию и идиллическому расположению возле рва с водой Schanzengraben в центре Цюриха. Сад Геснера, расположенный на вершине холма, представляет собой сад растений средних веков, напоминающий о выдающемся ученом Конраде Геснере. На самой вершине бывшего крепостного вала «цур Кац» находился южный ружейный бастион циюрихских фортификаций. Используемые здесь орудия назывались «кац». Открытие сада Геснера состоялось 27 мая 1997 года благодаря инициативе, проявленной частными садоводческими компаниями, и финансовой помощи фонда «Про Кац» («Pro Katz»). На северной стороне сада с лекарственными травами установлен памятник Конраду Геснеру.
В саду Геснера представлено 50 лекарственных растений (травы и кустарники), которые использовали в своей практике целители XVI века. На каждом растении указано название, например: Артишок испанский (Cynara cardunculus), Лапчатка прямостоячая (Potentilla erecta), Лён культурный (Linum usitatissimum), Пион лекарственный (Paeonia officinalis), Расторопша пятнистая (Silybum marianum), Можжевельник обыкновенный (Juniperus communis), Земляника лесная (Fragaria vesca), Полынь горькая (Artemisia absinthium) и т. д. В саду произрастают травы, которые веками излечивали болезни и оказывали целительное воздействие. Подписи у каждого растения дают нам краткое представление о знаниях Конрада Геснера и его современников Иеронима Бока (* 1498, † 1554) и Леонарта Фукса (* 1501, † 1566)в области медицины.

## Галерея

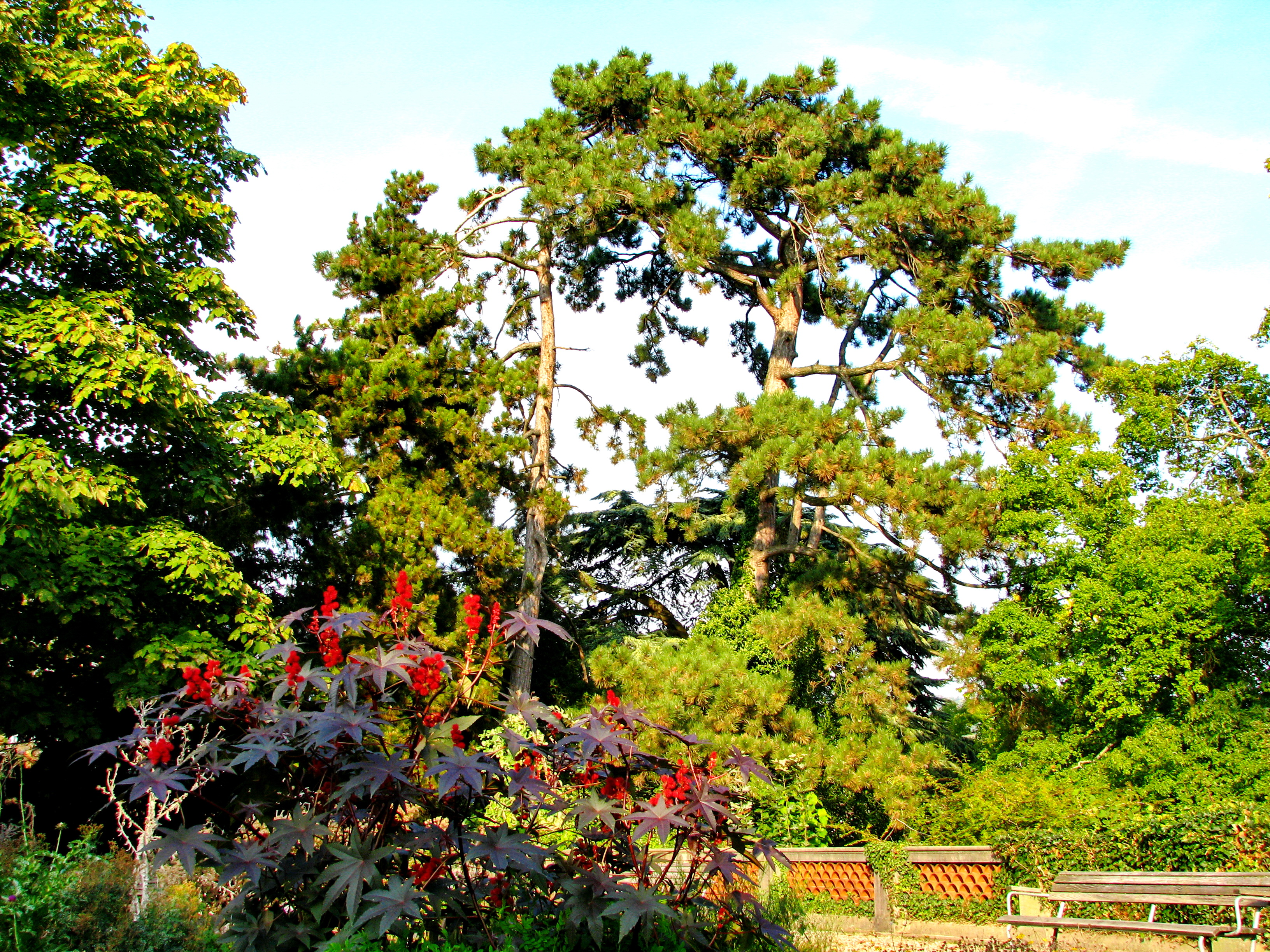
Часть дендрария. Вид с возвышенности в саду Геснера
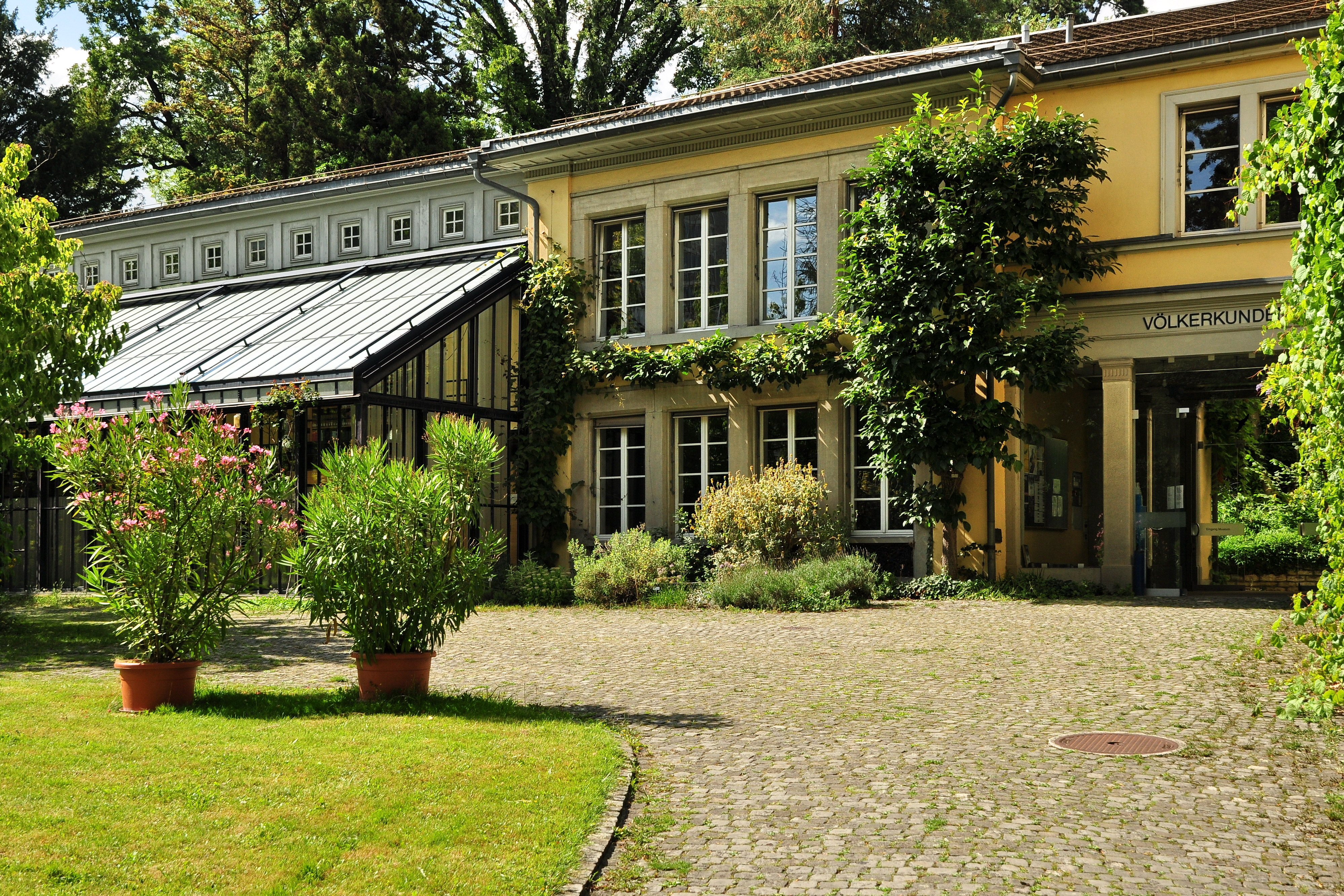
Здание музея этнологии
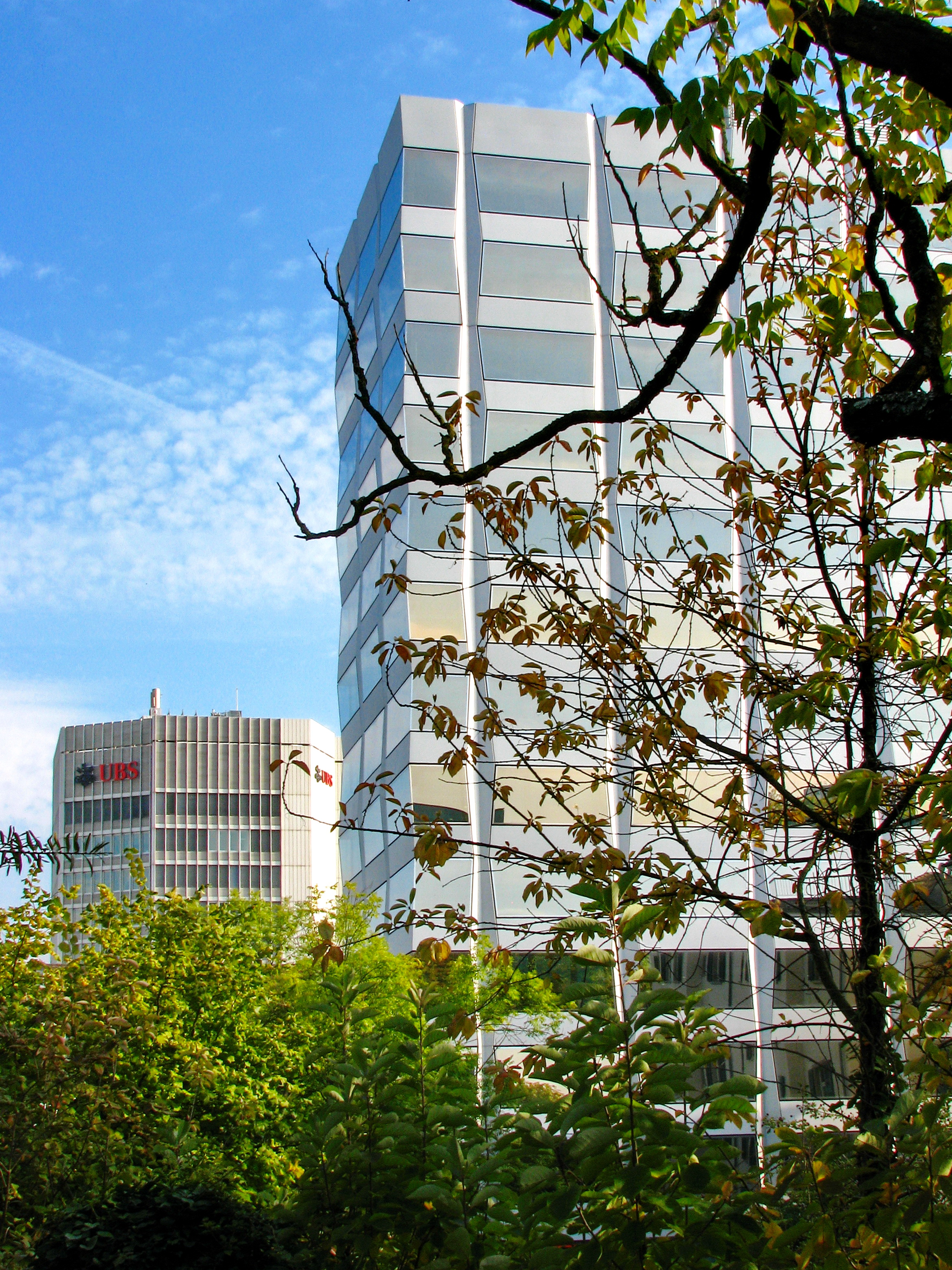
Дендрарий. Вид на здания  компаний SIA и UBS
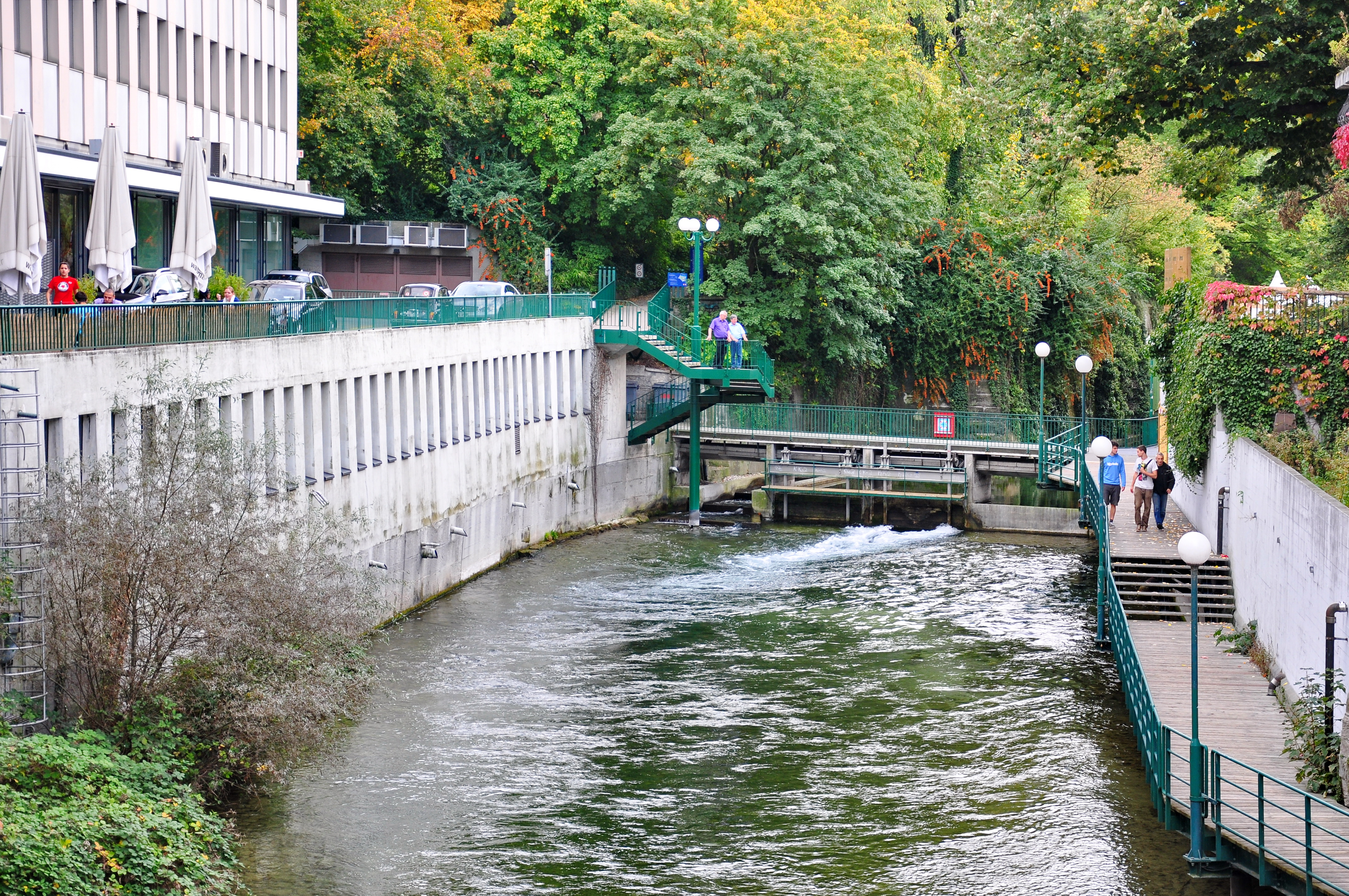
Земляное укрепление Schanzengraben - оставшаяся часть фортификации «цур Кац». На заднем плане дендрарий.